# 日本放映プロ
日本放映プロ株式会社（にほんほうえいぷろ、Nihonhoeipro Co., Ltd.）は、大阪に本社を置き、日本全国に出演網を持つ、関西芸能プロダクション（労働大臣認可）である。　1歳～80歳代までの俳優・女優、歌手、タレント、モデル等の養成とマネージメントをする。主な所属タレントには、大久保ともゆき、山西規喜、藤田聖理などがいる。
また、『映画』『配信ドラマ』などの撮影も行っている。

## 概要
「日本放映プロ」は、プロダクションから劇団までを持つ芸能総合会社。その一部門である新人養成部が発掘・育成を行っている。
「新人養成部」は、＜シニア部＞＜シニア歌手タレント部＞＜ミドルタレント部＞＜青年部＞＜児童部＞＜幼児部＞＜幼稚部＞からなり、年齢や経験でクラス分けがある。

## 主な所属タレント
| - 大久保ともゆき - 古川輝明 - 北林可奈子 - 山西規喜 - 藤田聖理 - 伊藤 渉 - 森 純子 - 勝間田玲子 |